# Dedicat als àngels
"Dedicat als àngels" (títol original en anglès "One for the Angels") és el segon episodi de la sèrie de televisió d’antologia La Dimensió Desconeguda. Es va emetre originalment el 9 d'octubre de 1959 a la cadena CBS. Ha estat doblada al català i es va emetre a TV3.

## Narració d'obertura
| « | Escena al carrer: Estiu. El present. Home d'una vorera anomenat Lew Bookman, seixanta anys. Ocupació: venedor ambulant. Lew Bookman, un element de l'estiu, un component més aviat menor d'un juliol calorós, un home petit i banal, la vida del qual és una cinta de córrer construïda a partir de les voreres. I d'aquí a un moment, Lew Bookman s'haurà de preocupar per la supervivència, perquè a partir de les tres d'aquesta calorosa tarda de juliol, el Sr. Mort. | » |

## Argument
Lew Bookman és un amable venedor ambulant que ven i repara joguines, nocions i quincalles, i és adorat pels nens del barri. Un dia, Bookman rep la visita del Sr. Mort, que li diu que ha de morir a mitjanit de causes naturals. Incapaç de dissuadir a la Mort convèncer-lo que té grans èxits en les obres que s'han d'acabar, Bookman finalment el convenç d'esperar fins que hagi fet el seu millor argument de venda: "un dels àngels". Després que la Mort hagi acceptat l'extensió i li pregunti quan podria tenir lloc aquest gran llançament, Bookman anuncia que es retira, satisfet que ha enganyat a la Mort amb èxit. Mort admet que Bookman ha trobat una llacuna en el seu acord, però adverteix que algú més ara ha de morir al seu lloc. Mort tria a Maggie, una nena que viu a l'edifici d'apartaments de Bookman i és una amiga seva.
Maggie és atropellada per un camió i cau en coma; La mort té la intenció d'estar a la seva habitació a la mitjanit per reclamar-la. Bookman demana a la Mort que el prengui en el seu lloc, però la Mort és inflexible; un tracte és un tracte. Aquella nit, quan s'acosta la mitjanit, Bookman treu la seva mercaderia i comença a augmentar eloqüentment un article rere l'altre, fent el millor argument de vendes de la seva vida, un tan fantàstic que sembla atraure el mateix Mort perquè compri article rere article fins que totes les mercaderies en el seu estoig està venudes. Quan falta un minut per a la mitjanit, ofereix la seva "Peça de resistència", es presenta com el treballador domèstic definitiu per tal de convèncer a la Mort que el prengui en el lloc de Maggie. Passa la mitjanit i la Mort falta a la seva cita amb Maggie. La Maggie es desperta i, quan el seu metge surt de l'apartament i veu en Bookman, aquest li assegura que la Maggie viurà.
Mort observa que en fer aquest gran argument de vendes, Bookman ha complert els termes originals del seu acord. Ara content i disposat a acceptar el seu destí, Bookman marxa amb la mort. Va a buscar la seva caixa de mercaderies per portar amb ell, remarcant que "mai no se sap qui pot necessitar alguna cosa allà dalt". Mira a la Mort i afegeix amb esperança: "Allà dalt?" i la Mort respon: "Allà dalt, senyor Bookman. Ho has aconseguit".

## Narració de cloenda
| « | Lewis J. Bookman, seixanta anys. Ocupació: camperol. Antigament un component de l'estiu, abans un component més aviat menor d'un juliol calorós. Però, al llarg de la seva vida, un home estimat pels fills, i per tant, un home molt important. No podria passar, dius? Probablement no a la majoria de llocs, però va passar a la Dimensió Desconeguda. | » |

## Repartiment
- Ed Wynn - Lewis J. "Lew" Bookman
- Murray Hamilton - Sr. Mort
- Dana Dillaway - Maggie Polanski

## Vista prèvia per a la història de la setmana vinent
| « | La setmana vinent, us convidem a passejar per un carrer de la frontera de l’oest al colze d'un pistoler condemnat, la salvació del qual rau en ni més ni menys que una poció màgica, i un Colt 45. El Sr. Dan Duryea protagonitza " El Senyor Denton al dia del judici final. La setmana vinent a la Dimensió Desconeguda. Esperem que puguis estar amb nosaltres. Gràcies i bona nit. | » |